# Elmwood (circonscription électorale)
Pour les articles homonymes, voir Elmwood.
Circonscription électorale provinciale du Canada
Elmwood est une circonscription électorale provinciale du Manitoba (Canada). Représentée à l'Assemblée législative du Manitoba de 1914 à 1920, la circonscription réapparue en 1958.

## Liste des députés

### 1914-1920
| Elmwood | Elmwood                     | Elmwood      | Elmwood     | Elmwood     | Elmwood |
| Nom     | Nom                         | Parti        | Mandat      | Législature |         |
| ------- | --------------------------- | ------------ | ----------- | ----------- | ------- |
|         | Harry Mewhirter             | Conservateur | 1914 - 1915 | 14e         |         |
|         | Thomas Glendenning Hamilton | Libéral      | 1915 - 1920 | 34e         |         |

### Depuis 1958
| Elmwood                                                      | Elmwood                                                      | Elmwood                                                      | Elmwood                                                      | Elmwood                                                      | Elmwood                                                      |
| Nom                                                          | Nom                                                          | Parti                                                        | Mandat                                                       | Législature                                                  |                                                              |
| Circonscription issue de Winnipeg-Nord et Kildonan-Transcona | Circonscription issue de Winnipeg-Nord et Kildonan-Transcona | Circonscription issue de Winnipeg-Nord et Kildonan-Transcona | Circonscription issue de Winnipeg-Nord et Kildonan-Transcona | Circonscription issue de Winnipeg-Nord et Kildonan-Transcona | Circonscription issue de Winnipeg-Nord et Kildonan-Transcona |
| ------------------------------------------------------------ | ------------------------------------------------------------ | ------------------------------------------------------------ | ------------------------------------------------------------ | ------------------------------------------------------------ | ------------------------------------------------------------ |
|                                                              | Steve Peters                                                 | CCF                                                          | 1958 - 1959                                                  | 25e                                                          |                                                              |
|                                                              | Steve Peters                                                 | CCF                                                          | 1959 - 1961                                                  | 26e                                                          |                                                              |
|                                                              | Steve Peters                                                 | Néo-démocrate                                                | 1961 - 1962                                                  | 26e                                                          |                                                              |
|                                                              | Steve Peters                                                 | Néo-démocrate                                                | 1962 - 1966                                                  | 27e                                                          |                                                              |
|                                                              | Russell Doern                                                | Néo-démocrate                                                | 1966 - 1969                                                  | 28e                                                          |                                                              |
|                                                              | Russell Doern                                                | Néo-démocrate                                                | 1969 - 1973                                                  | 29e                                                          |                                                              |
|                                                              | Russell Doern                                                | Néo-démocrate                                                | 1973 - 1977                                                  | 30e                                                          |                                                              |
|                                                              | Russell Doern                                                | Néo-démocrate                                                | 1977 - 1981                                                  | 31e                                                          |                                                              |
|                                                              | Russell Doern                                                | Néo-démocrate                                                | 1981 - 1984                                                  | 32e                                                          |                                                              |
|                                                              | Russell Doern                                                | Indépendant                                                  | 1984 - 1986                                                  | 32e                                                          |                                                              |
|                                                              | Jim Malloway                                                 | Néo-démocrate                                                | 1986 - 1988                                                  | 33e                                                          |                                                              |
|                                                              | Jim Malloway                                                 | Néo-démocrate                                                | 1988 - 1990                                                  | 34e                                                          |                                                              |
|                                                              | Jim Malloway                                                 | Néo-démocrate                                                | 1990 - 1995                                                  | 35e                                                          |                                                              |
|                                                              | Jim Malloway                                                 | Néo-démocrate                                                | 1995 - 1999                                                  | 36e                                                          |                                                              |
|                                                              | Jim Malloway                                                 | Néo-démocrate                                                | 1999 - 2003                                                  | 37e                                                          |                                                              |
|                                                              | Jim Malloway                                                 | Néo-démocrate                                                | 2003 - 2007                                                  | 38e                                                          |                                                              |
|                                                              | Jim Malloway                                                 | Néo-démocrate                                                | 2007 - 2008                                                  | 39e                                                          |                                                              |
|                                                              | Bill Blaikie                                                 | Néo-démocrate                                                | 2008 - 2011                                                  | 39e                                                          |                                                              |
|                                                              | Jim Malloway                                                 | Néo-démocrate                                                | 2011 - 2016                                                  | 40e                                                          |                                                              |
|                                                              | Jim Malloway                                                 | Néo-démocrate                                                | 2016 - 2019                                                  | 41e                                                          |                                                              |
|                                                              | Jim Malloway                                                 | Néo-démocrate                                                | 2019 - 2023                                                  | 42e                                                          |                                                              |
|                                                              | Jim Malloway                                                 | Néo-démocrate                                                | 2023 - présent                                               | 43e                                                          |                                                              |